# 相性診断!あなたと私はピッタンコ
『相性診断!あなたと私はピッタンコ』（あいしょうしんだん あなたとわたしはピッタンコ）は、フジテレビ系列局で放送されていた関西テレビ制作のバラエティ番組である。制作局の関西テレビでは1976年4月7日から1981年3月25日まで、毎週水曜 22:00 - 22:54（JST）に放送。1980年5月14日放送分からは『相性診断!ザ・ピッタンコ』に改題して放送された。
前半はロート製薬の一社提供。後半はロート製薬を除いた複数社提供（牛乳石鹸共進社、トーカイほか）で放送されていた。

## 概要
毎週3組の夫婦（うち1組は芸能人夫婦）を迎えて行われていた番組で、冒頭では司会の横山やすし・西川きよし・泉ピン子の漫才の後、次の口上で始まる。
（きよし）「近頃気になるお前のえくぼ」
（ピン子）「近頃気になるあなたの素振り」
（やすし）「そんなあなたに相性診断」
（きよし）「合えばニッコリ」
（ピン子）「合わねばガックリ」
（きよし）「あなたと」
（ピン子）「私は」
（3人）「ピッタンコ!!」
番組前半では出場夫婦とやすきよとピン子とのトーク（朝日放送『夫婦善哉』、『新婚さんいらっしゃい!』のような内容）を、後半では「ピッタンコ診断」と呼ばれる心理テストを実施していた。
「ピッタンコ診断」では、「社交性テスト」・「金銭感覚テスト」・「セックス度テスト」の3種類の三択テストを行い、夫婦の相性度をチェックしていた。テスト問題はやすしが読み上げ、解説は浅野八郎が行っていた。そして行った後は、相性度が良い結果を視聴者のみに見せていた。ラストではファンファーレとともに、席上部のハート型ランプがフラッシュし、「ピッタンコ」だと赤ランプ、「まあまあ」だと黄ランプ、「最悪」だと青ランプがそれぞれ点灯し、全てのランプが赤に点灯すると夫婦が座っているセット上の天井から大量の紙吹雪と紙テープが降り、「ピッタンコ賞」としてハワイ旅行獲得となった。また「ピッタンコ賞」になれなかった（つまり全て赤ランプにならなかった）出場者には、週替わりの賞品が贈られた。
その後、『相性診断!ザ・ピッタンコ』への改題とともに内容をリニューアルした。リニューアル後も番組後半の内容は不変だったが、前半ではあらかじめ妻に3つの質問を答えさせ、その後、別室で待機していた夫に同じ質問を答えさせ、夫婦の答が一致すれば賞金を贈呈するというルールに変わった（朝日放送『夫婦でドンピシャ!』と似た内容）。なお、賞金は1&2問正解で正解数×3万円、全問正解では10万円だった。
また、スペシャル版として1回だけ鳳啓助と京唄子の司会で行い、やすきよがそれぞれの夫人と出場したこともある。

## 出演者

### 司会
- 横山やすし
- 西川きよし
- 泉ピン子

泉ピン子らは、この番組以前にも日本テレビ『テレビ三面記事 ウィークエンダー』のリポーター役で共演していた。

### その他の出演者
- 浅野八郎（心理学者、相性テスト監修）
- 泉アツノ（「こんなん出ましたけどぉー」のフレーズで有名な占い師）

## スタッフ
- 構成：久世進
- 音楽：大塚善章→キダ・タロー
- 相性テスト監修：浅野八郎
- イラスト：成瀬国晴
- プロデューサー：奥野巌
- ディレクター：沢田直彦
- 制作著作：関西テレビ

## ネット局
特記の有るもの以外の放送時間は全て、水曜 22:00 - 22:54、同時ネット
- 関西テレビ（制作局）
- フジテレビ
- 北海道文化放送：日曜 12:00 - 12:55（開始から1976年10月3日まで、時差ネット）[4] → 1976年10月6日から同時ネット
- テレビ岩手：木曜 15:00 - 15:55（1977年9月時点、時差ネット）[5]
- 秋田テレビ：日曜（土曜深夜）0:20 - 1:15（1979年12月時点、時差ネット）[6]
- 仙台放送
- 山形テレビ：土曜 16:30 - 17:25（1977年9月時点、時差ネット）[7]
- 長野放送：木曜 23:50 - 翌0:45（1977年9月時点、時差ネット）[8]
- テレビ山梨：土曜 13:00 - 13:55（1977年3月時点、時差ネット）[9] → 土曜 23:35 - 0:30（1979年6月時点、時差ネット）[10]
- テレビ静岡
- 富山テレビ：金曜 23:55 - 0:50（1977年9月時点、時差ネット）[11]
- 石川テレビ：水曜 23:50  - 0:45（1977年9月時点、時差ネット）[11] → 水曜10:30 - 11:25（1979年6月時点、時差ネット）[12]
- 福井テレビ：日曜 16:45 - 17:40（1977年3月時点、時差ネット）[13]
- 東海テレビ
- 山陰中央テレビ
- 岡山放送：日曜 16:30 - 17:25（1976年12月時点、時差ネット）[14] → 1979年4月4日から同時ネット
- テレビ新広島
- テレビ山口：火曜 23:35 - 0:30（1977年3月時点、時差ネット）[15] → 土曜 23:30 - 0:25（1979年5月時点、時差ネット）[16]
- テレビ愛媛：日曜 22:30 - 23:25（1979年4月時点、時差ネット）[17]
- 高知放送：土曜 13:00 - 13:55（1977年6月時点、時差ネット）[18]
- テレビ西日本
- サガテレビ
- テレビ熊本：土曜 16:00 - 16:55（1977年9月時点、時差ネット）[19]）
- テレビ宮崎：火曜 16:00 - 16:55（1976年12月時点、時差ネット）[20]
- 鹿児島テレビ：土曜 15:00 - 15:55（1976年12月時点、時差ネット）[20]

本番組の放送当時は、北海道文化放送に限らず、大半の地方系列局はこの時間帯に他系列の番組を放送していたため、本番組のネットそのものを行わなかった系列局も多かった。

## エピソード
「ピッタンコ賞」となるのは多くても2チームぐらいだったが、『あなたと私はピッタンコ』時代最末期の1980年2月27日放送分のみ3チーム全てが「ピッタンコ賞」となる快挙を達成した。これについてレギュラーの浅野は、「10000回に1回の確率です」と言った。なおこの日の各新聞のラジオ・テレビ欄には、「今宵おこる1万回に1回の奇跡」と記載された。